# Чебоксары (Тамбовская область)
Чебоксары — деревня в Никифоровском районе Тамбовской области России.
Входит в Сабуро-Покровский сельсовет.

## География
Расположена на притоках реки Чебоксар, в 9 км к востоку от райцентра, пгт Дмитриевка, и в 35 км к северо-западу от центра Тамбова.
Через деревню проходил оборонительный Козловский (Татарский) вал XVII века.

## Население
| 2002 | 2010 |
| ---- | ---- |
| 157  | ↘131 |

Согласно результатам переписи 2002 года, в национальной структуре населения русские составляли 99 % от жителей.